# 古列尔莫·马尔西利
古列尔莫·马尔西利（義大利語：Guglielmo Marsili，1946年2月2日—），意大利前男子水球运动员。他曾代表意大利国家队参加1972年夏季奥林匹克运动会水球比赛，获得第六名。